# Okszen
Okszen (brydż licytowany, z ang. auction bridge) – gra karciana, wywodząca się z wcześniejszego wista, jeden z przodków współczesnego brydża. Okszen wprowadził do gry nowe elementy nieznane wcześniej w wiście – licytację okrężną, wysokość deklarowanego kontraktu i wykładanie kart na stolik przez dziadka. Dokładne pochodzenie gry nie jest znane, powstała około przełomu XIX i XX wieku, a za miejsce jej powstania podaje się Indie lub londyńskie kluby – Bath lub Portland. Gra była popularna na początku XX wieku, później została wyparta przez współczesnego brydża.
W pierwszej wersji brydża licytowanego stosowano inną niż obecnie kolejność kolorów, zgodnie z którą piki były kolorem najmłodszym, a nie najstarszym (podobnie jak ma to miejsce np. w tysiącu), inaczej określano też starszeństwo odzywek. W późniejszym czasie powstała wersja gry znana jako brydż-lili, w której wprowadzono „piki królewskie”, będące piątym i zarazem najwyższym kolorem. Po kolejnej reformie okszena piąty kolor wycofano i przyjęto kolejność kolorów używaną do dziś w brydżu – trefle, kara, kiery, piki.

## Historia

### Twórcy gry
Samo pochodzenie brydża licytowanego ani dokładna data jest powstania nie są precyzyjnie określone.
Według niektórych książek, autorem tej wersji brydża był anonimowy brytyjski pisarz używający pseudonimu „John Doe”, a sama gra powstała już około 1890 roku.
Gra mogła powstać w Indiach na przełomie XIX i XX wieku. W pierwszej wersji była to gra dla trzech graczy, a przełomowymi pomysłami było wprowadzenie licytacji okrężnej i punktów za wpadki liczone nad kreską. W Wielkiej Brytanii gra została zmodyfikowana przez członków Bath Clubu do współczesnej formy z czterema graczami i w takiej wersji została spopularyzowana. Pierwsza opublikowana wzmianka o tej grze pochodzi z gazety „The Times” z 16 stycznia 1903, gdzie opublikowano list Oswalda Crawfurda, w którym opisał zasady nowej gry.
Wspomnianą publikację „Johna Doe” wymienia też William Dalton w swojej książce „Bridge and Auction Bridge” (1910), podając, że została ona wydana w Indiach w roku 1899 i rok później w Wielkiej Brytanii, lecz opisuje ją jedynie w kontekście wista, a nie okszena. Brydż licytowany został według Daltona opracowany wprawdzie w Indiach, ale spopularyzowały go w pierwszych latach XIX wieku kluby londyńskie, najpierw Bath Club, później Portland Club.
Innego zdania był J. B. Elwell, który w opublikowanej w 1910 roku książce „The Principles, Rules and Laws of Auction Bridge” napisał, że „okszen jest potomkiem wista i liczy zaledwie kilka lat”, ale sam nie potrafił dokładnie określić jego miejsca pochodzenia „niektórzy członkowie londyńskiego klubu Bath twierdzą, że to oni go stworzyli, inni uważają, że gra pochodzi ze Wschodu”.
Inne źródła na miejsce powstania gry typują bardziej ogólnie londyński Portland Club, gdzie na początku XX wieku przez kilka lat wypróbowywano nowy element brydża, jakim była licytacja okrężna.

### Geneza i ewolucja
Przodkiem brydża jest wist (ang. whist), znany od pod taką nazwą od XVII–XVIII wieku. Pod koniec XIX wieku zaczął być wypierany przez nową grę, zwaną ówcześnie zwykle bridge, a obecnie określaną zazwyczaj jako bridge whist (w Polsce, po pojawieniu się brydża licytowanego, gra ta była określana jako „brydż zwyczajny”). Główne dwie różnice pomiędzy wistem, a brydżem zwyczajnym polegały na sposobie ustalania koloru atutowego i sposobie rozgrywki. W wiście kolor do gry był ustalany losowo ostatnią rozdaną kartą, a w brydżu zwyczajnym kolor do gry był wybierany przez rozdającego (lub jego partnera, jeżeli rozdający przeniósł na niego tę powinność). Druga znacząca różnica polegała na sposobie rozgrywki, w wiście wszyscy czterej gracze grali w ciemno, a brydżu zwyczajnym partner rozgrywającego wykładał karty na stolik (tzw. „dziadek”, ustalenie to funkcjonuje także w brydżu współczesnym). W tej formie brydż był bardzo popularny na przełomie XIX i XX wieku.
Ostatecznie zasady nowej gry zwanej auction bridge zostały po raz pierwszy opublikowane około roku 1908 przez Portland Club, a dwa lata później, ze zmianami, gra została także oficjalnie zaadaptowana w Stanach Zjednoczonych przez Whist Club of New York

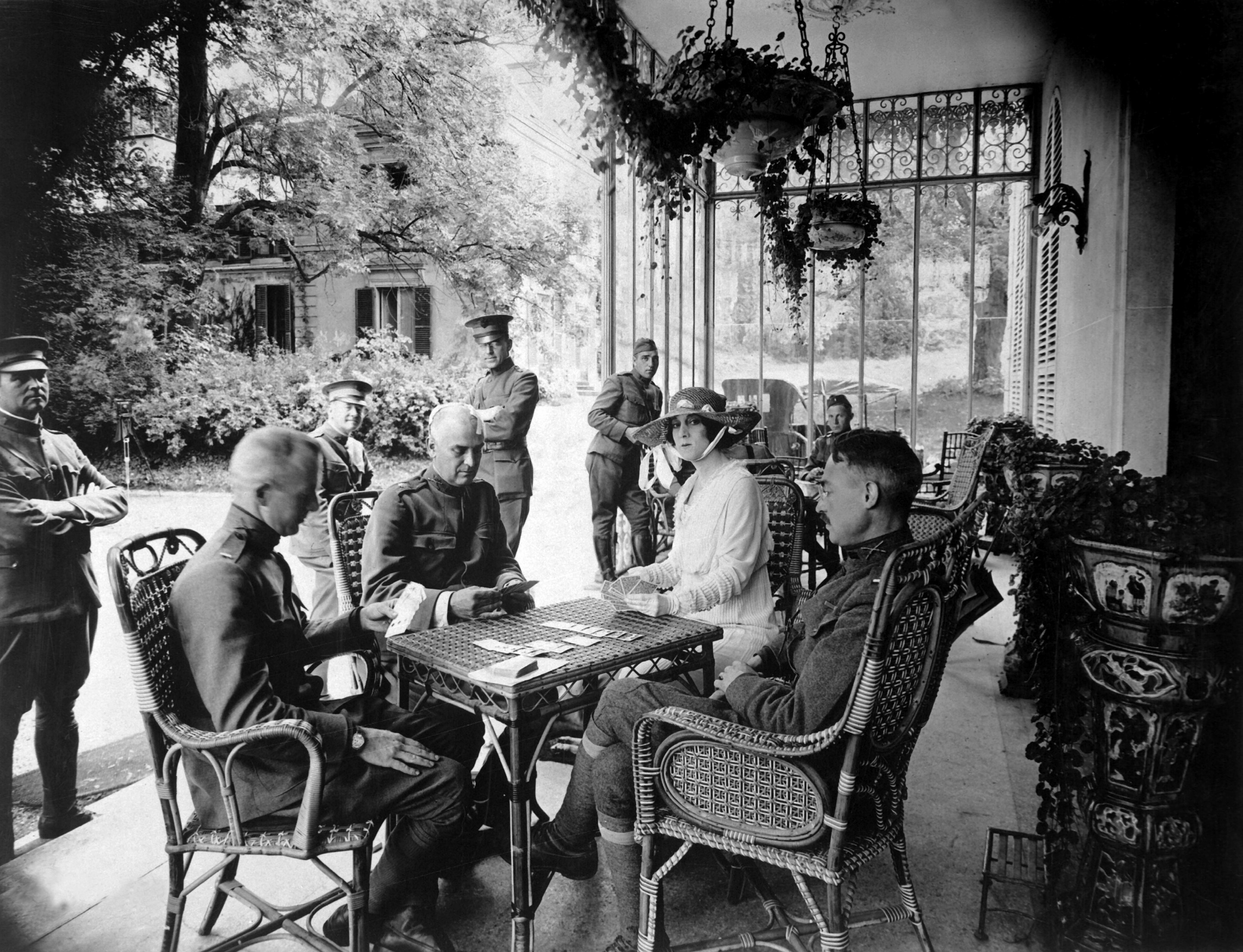
Ranni oficerowie amerykańscy grający w brydża podczas rekonwalescencji. Château de Villgénis, Palaiseau, Francja, wrzesień 1918

Najważniejszymi zmianami w okszenie w stosunku do wcześniejszych wersji brydża było wprowadzenie nowego systemu zapisu, zawierającego punkty nad kreską za wpadki, których wysokość zależała od ewentualnego zgłoszenia kontry lub rekontry oraz wprowadzenie zapowiedzianej ilości lew – nie wystarczało już określenie jedynie koloru gry, należało także zadeklarować minimalną ilość lew do wzięcia. W pierwszej wersji gry starszeństwo kolorów różniło się od współczesnego – po najwyżej klasyfikowanym bez atu (BA) były to kolejno kiery, kara, trefle i piki. Za lewy przy grze bez atu lub w danym kolorze liczono odpowiednio 12, 10, 8, 4 i 2 punkty. Ponadto gracz na pierwszej ręce nie mógł spasować i musiał dać jakąś odzywkę (najniższą możliwą było 1 pik). Kolejność dozwolonych odzywek była inna niż we współczesnym brydżu, gdyż zależała od wartości zapisu za zadeklarowany kontrakt. Na przykład odzywka 1BA (1 × 12 punktów) była wyższa od odzywki 5 pik (5 × 2 punkty). Takie ustalenia punktacji powodowały bardzo silną preferencję gry bez atu. W późniejszych wersjach kolejność odzywek przyjęła formę znaną obecnie.
Po pewnym czasie w zasadach okszena zaszły poważne zmiany. Pierwszą z nich było wprowadzenie piątego koloru – „królewskich pików” (pique royal lub pik-lili), który został zaszeregowany jako najwyższy kolor, pomiędzy BA a kierami. W tej formie gra była znana jako „brydż-lili” lub royal spade auction bridge. Zmieniono także wysokość punktacji za lewy (BA = 10, królewskie piki = 9, kiery = 8, kara = 7, trefle = 6, piki = 5). Zmodyfikowana wysokość punktacji wprowadziła do gry nowy element w licytacji, gdyż wszystkie odzywki na wysokości dwóch były wyższe (miały większą wartość) od odzywek na wysokości jednego i można było zalicytować dwa pik po 1BA.
Brydż-lili funkcjonował krótko, ale przejęto z niego do ostatecznej wersji brydża licytowanego kolejność kolorów i ich punktację. Po pierwszej wojnie światowej okszen zaczął być wypierany przez nowe odmiany brydża: francuski plafond i amerykański contract bridge („brydż kontraktowy”). Drugi z nich zyskał szczególną popularność,  został skodyfikowany w roku 1925 i po niewielkich zmianach przyjął postać współczesnego brydża.

### Okszen w Polsce
W Polsce gra znana jest pod nazwą „okszen” lub „brydż licytowany”, wersja royal spade znana była jako „brydż-lili”.
Jej zasady zostały opublikowane po raz pierwszy w roku 1912 w książce Bridge licytowany. Auction-bridge (jest to prawdopodobnie najstarsza polska książka o tematyce brydżowej). Następna polska książka brydżowa, zatytułowana po prostu Bridge, miała dwa wydania (drugie z roku 1916) i została opublikowana, podobnie jak Bridge licytowany, przez Drukarnię Literacką. Powyższe dwie książki ukazały się w ówczesnych zaborach rosyjskim i austriackim, natomiast w zaborze pruskim w 1916 roku opublikowano Brycz-Lili. Dochód z jej sprzedaży miał być przeznaczony „na bezdomnych wskutek wojny”.
W czasie I wojny światowej okszen stanowił nietypowe źródło finansowania Komitetu Narodowego Polski w Paryżu. Jeden z członków komitetu, Maurycy Zamoyski, był znakomitym brydżystą i wspomagał finansowanie Komitetu wyprawami do ekskluzywnych klubów francuskich, gdzie wygrywał znaczne sumy, które zasilały konto Komitetu.
Okszen, lili, czy jego wcześniejsze wersje, były znane i lubiane na ziemiach polskich jeszcze przed zakończeniem wojny, ale prawdziwą popularność brydż zdobył dopiero w latach 20.
O popularności różnych form brydża może świadczyć wypowiedź Józefa Piłsudskiego, który użył terminologii brydżowej do opisania sytuacji wymarszu Kompanii Kadrowej:

Kiedy 6-go (sic!) sierpnia (1914 – data wymarszu Kompanii Kadrowej) przystępowałem do «polskiej gry» wobec olbrzymiego przepychu potęgi militarnej walczących mocarstw – miałem stale jedno uczucie: starałem się, w wincie świadomy, zapowiedzieć w tej grze skromne polskie «proste piki», za ze wszystkich stron Polski słyszałem wówczas głosy: Mój Panie, z pańskimi prostymi pikami będziesz Pan leżał bez sześciu. Wysiliłem siły i serce, by dojść przynajmniej do tej gry. Jak serdecznie byłbym wzruszony, gdybym w ciągu tej wielkiej polskie gry usłyszał z Polski: «dwa piki». To słowo padło od Was.

## Zasady
W okszena grają cztery osoby, tworzące dwie dwuosobowe drużyny (pary). Licytacja i rozgrywka odbywają się na zasadach takich samych jak w brydżu kontraktowym.

### Punktacja
Tak jak w brydżu współczesnym, do zrobienia dogranej (tj. partii lub robra) liczą się tylko punkty pod kreską. Po skończonym robrze punkty zdobyte przez każdą parę nad i pod kreską sumuje się. Zwycięzcą robra jest para, która uzyskała więcej punktów:
| Opis                                      | Punkty | Uwagi |
| ----------------------------------------- | --- | --- |
| Punkty za grę własną, pod kreską          | - bez atu: 10 - piki: 9 - kiery: 8 - kara: 7 - trefle: 6 | Wysokość punktacji zależy od zadeklarowanego koloru gry. Punktowane są lewy powyżej szóstej. Na zrobienie dogranej potrzebnych jest 30 punktów pod kreską, przy czym liczą się punty za wszystkie wzięte lewy, także nadróbki (inaczej niż we współczesnym brydżu). Skontrowane/zrekontrowane kontrakty liczą się podwójnie/poczwórnie. |
| Punkty za grę własną, nad kreską          | - premia za nieudaną kontrę/rekontrę: 50/100 - nadróbki z kontrą/rekontrą: 50/100 - premia za zrobienie robra: 250 | |
| Punkty za wpadki przeciwników, nad kreską | - za każdą brakującą lewę: 50 | Przy kontrze/rekontrze punkty za wpadki liczą się podwójnie/poczwórnie. |
| Premie za wysokie wygrane, nad kreską     | - za szlemik (12 lew): 50 - za szlem (13 lew): 100 | Premie naliczone są niezależnie czy jest to gra własna, czy obrona. |
| Premie za posiadane honory, nad kreską    | - Przy grze w kolor: - 3 honory pomiędzy partnerami: wartość 2 lew - 4 honory pomiędzy partnerami: wartość 4 lew - 4 honory w jednej ręce: wartość 8 lew - 5 honorów rozdzielonych 3:2: wartość 5 lew - 5 honorów rozdzielonych 4:1: wartość 9 lew - 5 honorów w jednej ręce: wartość 10 lew - Przy grze bez atu: - 3 asy w dowolnym układzie: 30 - 4 asy pomiędzy partnerami: 40 - 4 asy w jednej ręce: 100 | Przy grze bez atu honorami są asy, a jedyny układ bez premii, to podział 2:2 między przeciwnikami. Przy grze w kolor honory to as, król, dama, walet i dziesiątka w kolorze atutowym, a wysokość premii uzależniona jest od wybranego koloru. Premie te naliczone są niezależnie czy jest to gra własna, czy obrona.                    |

### Tabele zapisu
W okszenie używano dwóch rodzajów tabel zapisu. Tradycyjna tabela przypominała współczesny zapis robrowy, zdobyte punkty były sumowane po zakończeniu robra (zapis nad kreską prowadzi się w tej konwencji od dołu do góry):
| Wyjaśnienia                                                                                        | My                           | Oni                    | Wyjaśnienia                           |
| Nad kreską, punkty za honory i wpadki                                                              | 36 56 36 64 30 216 60 100 32 | 32 100 200 52 18 30 72 | Nad kreską, punkty za honory i wpadki |
| Pod kreską, dograna dla pary „my”                                                                  | 16 60                        | 18                     |                                       |
| | 20                           | 27 48                  | Pod kreską, dograna dla pary „oni”    |
| Pod kreską, dograna i rober dla pary „my” Premia za robra Suma punktów Punkty przeciwników Różnica | 21 36 250 1033 −621 412      | 24 621                 | Suma punktów pary „oni”               |

Sugerowano także wypełnianie przygotowanej wcześniej bardziej szczegółowej tabeli, w której zdobyte punkty były sumowane na bieżąco po każdej dogranej (obydwie tabele przedstawiają przebieg tego samego robra):
| My   | My     | My   | Oni  | Oni    | Oni  |
| Lewy | Honory | Suma | Suma | Honory | Lewy |
| 16   | 32     |      |      | 18     | 72   |
|      | 100    |      |      |        | 30   |
| 60   | 60     | 268  | 120  |        |      |
|      |        | 148  |      |        |      |
|      | 216    | 266  |      | 27     | 18   |
| 20   | 30     | 414  | 145  | 48     | 52   |
|      |        | 269  |      |        | 200  |
|      | 64     | 249  |      |        | 100  |
|      | 36     | 518  | 356  | 24     | 32   |
| 21   | 56     |      |      |        |      |
| 36   | 36     |      |      |        |      |
|      |        | 162  |      |        |      |
|      |        | 250  |      |        |      |
|      |        | 412  |      |        |      |

## Strategia

### Licytacja
W okszenie stosowano elementy licytacji konwencjonalnej. Już na początku wprowadzono formę alertowania, sugerując aby przed rozpoczęciem gry poinformować innych graczy o własnych, konwencjonalnych ustaleniach. Pierwsze „konwencje” nie były odpowiednikami współczesnych sztucznych konwencji licytacyjnych, ale raczej ogólnymi, naturalnymi ustaleniami systemowymi, na przykład:
- otwierający 1BA powinien mieć rękę silniejszą od przeciętnej, ze stoperami w trzech kolorach
- otwarcie w kolor starszy powinno zawierać długość w kolorze i siłę honorową z czterema lewami w ataku lub dwoma w obronie
- otwarcie w kolor młodszy powinno zawierać dwie lewy w kolorze otwarcia i ma charakter informacyjny, otwierający nie sugeruje gry w tym kolorze i na tej wysokości
- kontra na otwarcie jedno kier lub pik była kontrą wywoławczą
- kontra na otwarcie 1BA była kontrą karną

Otwarcie 2BA w okszenie miało konwencjonalne i taktyczne znaczenie. Nie było potrzeby otwierać 2BA z kartą silniejszą niż 1BA jako, że nadróbki i tak liczyły się pod kreską, a więc odzywce 2BA nadano umowne znaczenie konwencjonalne i pokazywała ona silną rękę z solidnymi sześcioma lub siedmioma kartami w kolorze młodszym i asa bądź króla w przynajmniej dwóch bocznych kolorach. Drugim zadaniem takiego otwarcia było utrudnienie przeciwnikom przelicytowania strony otwierającej kierami lub pikami.
Otwarcie dwa pik miało znaczenie konwencjonalne i różniło się znacznie od współcześnie używanych konwencji, co także było spowodowane sposobem liczenia lew. W pierwszej wersji okszena i brydża-lili, dwa pik obiecywało ręką zbyt słabą na otwarcie 1BA. Podobnie, 3 pik w brydżu-lili obiecywało bardzo silną rękę z pikami ale bez górnych honorów w tym kolorze i niechęć do zalicytowania „królewskiego pika”. Otwarcie dwa kier (lub dwa piki królewskie) obiecywało bardzo silną rękę z sześcioma pewnymi lewami w kierach i dwoma następnymi bardzo prawdopodobnymi, trzy kier (trzy piki królewskie) obiecywało siedem pewnych lew. Otwarcia dwa w kolor młodszy były znacznie słabsze i obiecywały sześcio-, siedmiokartowy silny longer, brak honorów w innych kolorach i były zachęta do zalicytowania bez atu jeżeli partner posiadał zatrzymania w bocznych kolorach.
Siła karty w okszenie określana była na zasadzie lew honorowych, na przykład AK w jednym kolorze liczone były jako dwie lewy, AQJ jako dwie i pół lewy, AQ10 jako jedna i pół lewy, w ocenę wliczano także blotki w długich kolorach, liczona także lewy za krótkość (singletony i renonsy). Sugerowano, że do otwarcia 1BA gracz powinien mieć rękę z siłą większą niż 3 ¼ lewy lub „o damę silniejszą od przeciętnej ręki”.
|   |         | ♠     | 108   |   |       |
| ♥ | KD10653 |       |       |   |       |
| ♦ | W42     |       |       |   |       |
| ♣ | 103     |       |       |   |       |
| ♠ | 952     | NW ES | NW ES | ♠ | KDW64 |
| ♥ | 92      | NW ES | NW ES | ♥ | AW8   |
| ♦ | K109763 | NW ES | NW ES | ♦ | AD    |
| ♣ | 98      | NW ES | NW ES | ♣ | K75   |
|   |         | ♠     | A73   |   |       |
| ♥ | 74      |       |       |   |       |
| ♦ | 85      |       |       |   |       |
| ♣ | ADW642  |       |       |   |       |

Zarówno w licytacji, jak i w obronie, kładziono duży nacisk na kooperację w partnerem – wyciąganie wniosków z dotychczasowej licytacji i wistowanie w kolor partnera. W licytacji posługiwano się głównie siłą honorową ręki i większość z przykładów używanych w ówczesnych książkach różni się znacząco od współczesnych licytacji brydżowych. Na przykład w przykładowym rozdaniu po lewej sugerowano następującą licytację – S – jedno trefl, W – jedno karo, N – jedno kier, E – 1BA („jako, że ten gracz miał stopery w obydwu kolorach przeciwników i domyślał się, że partner jest silny w karach, zalicytował 1BA”), a następnie licytowano – 2 kier, pas, pas, 2BA, 3 kier („podniósł do trzech kier ponieważ wiedział, że partner nie miał nic oprócz kierów i obawiał się, że partner już nie zalicytuje pozwalając przeciwnikom grać 2BA”), pas, pas, 3BA. Gracze siedzący na linii NS nie zdecydowali się bronić 3BA pięcioma kierami i 3BA zostało skontrowane przez gracza na pozycji S.

### Rozgrywka
W rozgrywce opracowano już niektóre zagrania używane także we współczesnym brydżu takie jak manewr z Bath, impas, znano zasady planowania rozgrywki.
Grając kontrakt zwracano uwagę na duże znaczenie nadróbek które liczyły się pod kreską, ale równocześnie przestrzegano przed ryzykowaniem kontraktu dla naróbek.

### Obrona
Obrona w okszenie odbywa się tak samo jak we współczesnym brydżu. Po zakończeniu licytacji, gracz siedzący na lewo od rozgrywającego wykonuje pierwszy wist i parter rozgrywającego wykłada dziadka. W obronie znano różne systemy wistowe. W 1913 roku Foster sugerował na przykład takie ustalenia przy wistowaniu z sekwensu przeciwko grze w kolor:
- wist królem obiecuje asa lub damę
- wist asem zaprzecza posiadania króla
- wist damą lub waletem zaprzecza posiadania wyższej karty, ale obiecuje bezpośrednią niższą

Milton Work proponował natomiast inną konwencję wistów z sekwensu, uzależniając wyjście asem, królem lub damą od posiadania innych honorów i liczby kart w kolorze. Na przykład z układu AKWx sugerował wist królem, ale asem z AKWxx.
Wistując z blotek stosowano prawo jedenastu i wistowano czwartą najlepszą.
Używano też sygnałów ilościowych i jakościowych. Broniąc się przeciwko kontraktowi atutowemu, zagranie kart w kolejności duża–mała oznaczało dwie karty w kolorze i możliwość przebitki, z trzema lub więcej kartami sugerowano zagranie najniższej karty. Znano także sygnał jakościowy – zagranie kart wyższa–niższa mogło być sygnałem wskazującym na posiadanie honoru w danym kolorze. Praktykowano także, nieużywany współcześnie, sygnał znany jako echo Fostera. Z użycia wychodził, ale nadal był używany, sygnał typu „parzysta/nieparzysta” w którym zagrania karty parzystej sugerowało słabość w kolorze, a nieparzystej – siłę.

## Brydż licytowany a kontraktowy
Obowiązujący w okszenie system zapisu pozwalał na obniżenie liczby deklarowanych lew w niezwykły dla dzisiejszych brydżystów sposób, np. licytując 1BA po pięciu pikach czy 1 kier po trzech pikach. Stwarzało to, w porównaniu ze współczesnym bryżem, dodatkowy stopień trudności w licytacji. Z drugiej strony, inni autorzy określali okszena, w porównaniu z brydżem, jako „sflaczały, mozolny i prymitywny”, a wielokrotny mistrz świata w brydżu sportowym, Amerykanin Bobby Wolff, ocenił, że okszen jest „niewymiernie gorszy” od brydża. W okszenie liczba zdobytych punktów zależała od liczby zdobytych lew, bez względu na wysokość kontraktu – zadeklarowanie kontraktu 1BA (zobowiązującego do zdobycia 7 lew wartych 10 pkt) i wzięcie dziewięciu lew oznaczało zdobycie 30 punktów pod kreską i zrobienie dogranej. W porównaniu z brydżem współczesnym dokładna licytacja nie była więc premiowana, a głównym zadaniem graczy było zatrzymanie się jak najniżej w licytacji, tym bardziej, że kary za wpadki były stosunkowo duże.
Gra w brydża licytowanego była w znacznym stopniu hazardowa i zależała w dużej mierze od szczęścia. Oceniano, że rozgrywka stanowiła 10% sukcesu, licytacja 30%, a szczęśliwe rozdanie wysokich kart 60%. W celu zwiększenia zależności wyniku od umiejętności opracowano okszena porównawczego (duplicate play), w którym tym samym układem kart grano na różnych stołach (podobnie jak w dzisiejszym brydżu sportowym).